# أندريس هيريرا
أندريس هيريرا (بالإسبانية: Andrés Felipe Herrera) هو لاعب إسكواش كولومبي، ولد في 6 مايو 1996 في بوغوتا في كولومبيا.

## وصلات خارجية
- أندريس هيريرا على موقع الاتحاد الدولي لمحترفي الاسكواش (مؤرشف) (الإنجليزية)
- أندريس هيريرا على موقع SquashInfo.com (الإنجليزية)